# Penstemon tiehmii
Penstemon tiehmii är en grobladsväxtart som beskrevs av Noel Herman Holmgren. Penstemon tiehmii ingår i släktet penstemoner, och familjen grobladsväxter. Inga underarter finns listade i Catalogue of Life.